# Universal Links on Human Rights
Universal Links on Human Rights – pomnik w stolicy Irlandii, Dublinie, usytuowany na skrzyżowaniu Amiens Street i Memorial Road, niedaleko dworca autobusowego Busáras i The Custom House. Został wykonany przez irlandzkiego artystę Tonego O'Malleya na zlecenie Amnesty International i odsłonięty w 1995 roku. Pomnik przedstawia kulę o średnicy 260 cm utworzoną z połączonych prętów i łańcuchów, w środku której pali się płomień. Symbolizuje więzienia, w których przetrzymywani są więźniowie sumienia.